# Vittorio Frigerio
Pour les articles homonymes, voir Frigerio.
Vittorio Vinicio Giuseppe Frigerio, né le 28 juin 1958 à Mendrisio, canton du Tessin, en Suisse, est un écrivain, essayiste et professeur universitaire avec la triple citoyenneté italo-helvético-canadienne, c'est un spécialiste de la littérature française du XIXe siècle, en particulier d'Alexandre Dumas père et de la littérature anarchiste et populaire.

## Biographie

### Famille
Né en Suisse de parents italiens, son grand-père ayant émigré en Suisse depuis l'Italie  en 1905, à sa naissance il est citoyen italien ; il est naturalisé et il devient citoyen suisse en 1964, originaire de Mendrisio. En 1983 il se marie avec Carolyn Baxter et en 1986 il devient citoyen canadien. Il est le frère cadet de Fabrizio Frigerio.

### Études
Diplômé en 1982 de l'École supérieure d'art visuel de Genève, où il prend part à de nombreux vernissages,,  et fonde une galerie d'art contemporain,, avant de s'établir à Toronto. Il fait des études de traduction à  Glendon (la faculté bilingue de l'Université York), où en 1990 il obtient un B.A., et à l'université de Toronto, où en 1991 il obtient un M.A. et en 1996 un doctorat (Ph.D.) en littérature française (sur Alexandre Dumas père).

### Activité
Codirecteur avec Corine Renevey du Centre de documentation et de recherches sur les littératures romandes à Toronto de 1994 à 1998, il est professeur titulaire (full professor) au département de littérature française de l'Université Dalhousie à Halifax, en Nouvelle-Écosse, département dont il a été le directeur de juillet 2008 à juin 2013. En 2019 il prend sa retraite et à partir du 1er janvier 2020 il est professeur émérite.
Il est l'auteur de romans, nouvelles et essais en français, italien et anglais.
Il est directeur de publication de Belphégor, revue on-line de littératures populaires et culture médiatique, et jusqu'en 2021  rédacteur responsable de la revue Dalhousie French Studies  (“Editor” et “Book Review Editor”  de 2003 à 2011 et de nouveau “Editor” depuis 2016).
Il est aussi membre des comités de rédaction des revues suivantes : 
- Cahiers Alexandre Dumas[18]
- Études francophones[19]
- (en) European Comic Art [20]
- (es) Revista Bordas[21]
- Paradoxa [22]

et membre du comité de lecture de la revue Comicalités , des Presses universitaires de Valenciennes et de Quodlibet (it), dont il est membre de la direction de la collection "Elements" .
Il a dirigé les numéros des revues suivantes : 
- Paradoxa 32. “Comics and/or Graphic Novels”. October 2021[26].

- Dalhousie French Studies, 118 (Summer 2021) "Infox, Fake News et « Nouvelles faulses » : perspectives historiques (XVe – XXe siècles)" (en collaboration avec Vincent Masse)[27].

- Virages, no. 71. « La Révolution ». Mars 2015[28].

- Belphégor 1, 2014. « Fantastic Narratives » (en collaboration avec Elisa Segnini)[29].

- Études francophones, « Géographies du fantastique ». Vol. 13, Nos. 1 & 2, Printemps et Automne 2008. (en collaboration avec Fabrice Leroy).

- Virages, no. 39 « Le fou rire ». Mars 2007.

- Belphégor, Vol VI, No. 2, Juin 2007. « Anarchisme et littérature de masse »[30].

De février à mai 2011 il co-dirige avec Jean-Jacques Defert un programme culturel sur radio CKRH 98,5 fm intitulé « Dessine-moi un mouton ».
Le 25 mai 2015 il tient une conférence sur « Han Ryner, romancier et philosophe littéraire », organisée par le Groupe genevois de la Société romande de philosophie, à l'université de Genève.
Le 26 avril 2016 il tient une conférence sur « 'Loufetingues intermittents' et dilettantes pessimistes : littérature et anarchie », à l'université de Valenciennes.
Le 25 janvier 2018 il tient une conférence sur « Esthètes, romanciers, nouvellistes et révolutionnaires. Théorie et pratique littéraires dans les milieux anarchistes individualistes du début du vingtième siècle en France », au Département des langues et littératures françaises et romanes de l'université de Liège.
Le 20 mars 2018, à l’occasion de la Journée internationale de la francophonie, il tient une conférence à l’Université Dalhousie sur le thème de « Un écosystème culturel original : la littérature anarchiste de l’entre-deux-guerres ».
Le 3 juin 2018 il participe à l'émission radio À la recherche de la liberté dans la littérature francophone , dans le cadre du programme culturel  Quatrième de couverture.
Le 25 mai 2019 il prend part à la dernière émission radio du programme culturel Quatrième de couverture.
Le 22 octobre 2020, à l'occasion de la vingtième édition de la Semaine de la langue italienne dans le monde, portant sur "Italian Between Word and Image: Graffiti, Illustrations, Comic Books" (du 19 au 25 octobre), il tient une vidéo-conférence intitulée The Many Lives of “Fumetto”: The Richness and Variety of Italian Comics, a l'Institut Italien de Culture de Toronto,.
Le 21 mai 2021, à l'occasion de la  Journée mondiale de la diversité culturelle pour le dialogue et le développement, il a été interviewé par Radio Canada au sujet de la différence des proverbes selon les cultures .
Le 4 mars 2022 il tient une conférence intitulée “Regards croisés anarchistes sur Émile Zola et le naturalisme” à l'International Conference sur "Émile Zola, Naturalism and Protest", organisée par l'Association Internationale Zola et Naturalisme, à l'Université de l'Alabama à Tuscaloosa ,.
Le 22 avril 2022 il présente une communication intitulée “Dumas ou le carnaval des identités” au colloque sur "Alexandre Dumas : Écrire noir/ou blanc", organisé par le Department of Modern Languages and Literature de la Johns Hopkins University à Baltimore.
Le 16 février 2023 il présente une communication intitulée "Le Chevalier in novels" au colloque sur  Le Chevalier de Saint-George, organisé à l'Université de l'Alberta à Edmonton.
Le 18 juin 2025 il présente une communication intitulée "J.-H. Rosny": fonctionnement et réception d'une marque de fabrique littéraire", au congrès international La escritura a dúo: espacios y retos de la creación literaria en la Francia del siglo XIX, organisé par la Faculté des Lettres de l'Université de Lérida, en Catalogne.

## Publications

### Livres
- J.-H. Rosny, Le Bilatéral. Mœurs révolutionnaires parisiennes, Classiques Garnier, coll. "Littératures populaires", Paris, 2024, 481 p., Vittorio Frigerio éd[48],[49],[50],[51].
- Nous nous reverrons aux barricades. Les feuilletons des journaux de Proudhon (1848-1850), Université Grenoble Alpes éd., Saint-Martin-d'Hères, 2021, 230 p.  (ISBN 9782377472321),[52],[53],[54],[55],[56],[57],[58],[59].
- On n'arrête pas le progrès et autres vérités discutables, Presses universitaires de Liège, Liège, 2019, 262 p.  (ISBN 9782875622037)[60],[61]
- Bande dessinée et littérature : intersections, fascinations, divergences, Macerata, Quodlibet, 2018, 91 p.  (ISBN 9788822902573)[62],[63],[64]
- Révolution!, Nouvelles. Sudbury : Les Éditions Prise de parole, 2017, 172 p. (EAN 9782897440633)[65],[66],[67],[68]
- (it) Ricordi altrui (racconti), Cuneo, nerosubianco éd., 2016, 130 p. (ISBN 9788898007448)[69]
- La Littérature de l'anarchisme. Anarchistes de lettres et lettrés face à l'anarchisme, Éditions littéraires et linguistiques de l’Université de Grenoble (ELLUG), Grenoble, 2014, 390 p.  (ISBN 9782843102714)[70]
- Nouvelles anarchistes : la création littéraire dans la presse militante (1890-1946), Éditions littéraires et linguistiques de l’Université de Grenoble (ELLUG), Grenoble, 2012, 267 p.  (ISBN 9782843102165)[71]
- Dumas l'irrégulier, Limoges, Presses de l'Université de Limoges (PULIM), 2011,190 p.  (ISBN 9782842875466) [72]
- La cathédrale sur l’océan, Roman. Sudbury : Les Éditions Prise de parole, 2009, 313 p. (ISBN 9782894232323) [73]
- Émile Zola au pays de l'Anarchie, Textes réunis et présentés par Vittorio Frigerio, Grenoble, Éditions littéraires et linguistiques de l’Université de Grenoble (ELLUG), 2006, 160 p. (ISBN 2843100852) [74]
- Naufragé en terre ferme, Roman, Sudbury, Les Éditions Prise de parole, 2005, 376 p.  (ISBN 2894231652) [75]
- Les Fils de Monte-Cristo : idéologie du héros de roman populaire, Limoges, Presses de l'Université de Limoges (PULIM), 2002, 356 p. (ISBN 2842872509) [76]
- Dans le palais des glaces de la littérature romande  [avec Corine Renevey, éditeurs], Amsterdam, Rodopi, 2002, 168 p., lire en ligne,  (ISBN 9042009233)[77].
- (it) Sviamenti dell'ingegno, Nouvelles, Mendrisio (Suisse), Josef Weiss editore, 2001, 165 p.[78]
- La Dernière Ligne droite, Roman, Toronto, Les Éditions du GREF, 1997, 146 p. (ISBN 0921916515)[79]
- Au bout de la rue, Nouvelles, Hull, Les Éditions Vents d’Ouest, 1995, 176 p. (ISBN 2921603136) [80]

### Articles et chapitres de livres
- « Un « ménage à trois » littéraire : Dumas, Dorval, Ryner », in: Écritures et discours « populaires » (XIXe – XXe siècles). Nouveaux regards, Julie Anselmini et Chantal Massol (dir.), UGA Ed., Grenoble, 2023, p. 53-66, [Consulté le 3.12.2023, lire en ligne.»
- « Le seul qui ne m’ait jamais attaqué ». Alexandre Dumas et  Pier Angelo Fiorentino, amis et collaborateurs»Ull crític, L’, L'écriture collaborative, 2023, 25-26, p. 79-109, Consulté le 25.7.2023, lire en ligne.
- « Dumas relève un défi : Les Aventures de John Davys »Ull crític, L’, 2021, p. 55-73, Consulté le 3.12.2021, lire en ligne.
- (en) « Anarchism and Literature in France: A Complex Love Affair »Anarchist Essays, Essay #24, November 1, 2021, écouter en ligne.
- « Bourrage de crânes » et « slogans qui éternisent le mensonge » : les écrivains anarchistes face à la propagande.», Dalhousie French Studies, Toronto, 2021, Spring, N. 118, p.127-148.
- Préface à: Jules Lermina,Les Sorciers de Paris, éd. par Kévin Le Nôtre, Éditions Esoshare, 2020, lire en ligne
- « Rosny aîné », Nouvelle Biographie nationale 15, Académie Royale de Belgique, Bruxelles, 2019, pp. 314-316.
- « Gérard de Lacaze-Duthiers et l'« artistocratie »: l'idéalisme au service de la révolution », Histoires littéraires, Paris, Juillet-Août-Septembre 2019, Vol. XX, n. 79, pp. 13-31.
- « Notes sur Charles Grivel. « Alexandre Dumas. Le parler noir » », Belphégor, 16-1, 2018, lire en ligne [81].
- « Le Canada n'existe pas », in S'installer au Canada, L'Express Réussir, N° 45 du 7 juin 2018, p. 10-11 [82].
- « Langue, culture, cultures », in: Liaison //, La revue de arts|Acadie|Ontario|Ouest , 2018, printemps, n. 179, p. 20-21.
- « Correspondance générale d’Eugène Sue. Volume III (1846-mai 1850), Éd. par Jean-Pierre Galvan. », Belphégor, 16-1, 2018, lire en ligne [83].
- (it) « Annotazioni belfagoriane (e salgariane) », Belphégor, 16-1, 2018, lire en ligne[84].
- (it) « Jolanda & Co. Le donne pericolose. A cura di Fabrizio Foni e Franco Pezzini.», Belphégor, 16-1, 2018, lire en ligne[85].
- « Dumas, Alexandre, Correspondance générale, tome II, édition de Claude Schopp », Belphégor, 15-2, 2017, lire en ligne[86].
- « Paul Féval », in: Recueil des Commémorations nationales 2017, Direction générale des Patrimoines, Archives de France, Paris, 2016, p. 116-117.
- « Au-delà du pays des Andastes », in: Sur les traces de Champlain, chap. 17, Sudbury : Les Éditions Prise de parole, 2015 lire en ligne[87],[88],[89].
- Elisa Segnini et Vittorio Frigerio, « Les narrations fantastiques et le monde naturel – Introduction », Belphégor, 12-1, 2014, lire en ligne[90].
- « Dumas lecteur de Flaubert - e vice versa », in:  Dumas critique, sous la direction de Julie Anselmini, Limoges, PULIM, 2013, p. 129-139.
- (it) « Il più prolifico e fervido creatore di sogni fra Otto e Novecento », in: Brambilla, Alberto, Il mammut in automobile. Corpi macchine e scritture in Emilio Salgari, Verona, Delmiglio Editore, 2013, p. 9-13.
- « Copains et bouquins », Tissages No. 24, décembre 2012, p. 5-8.
- « Trident ». Tissages No. 21, septembre 2012, p. 15-18.
- (it)  “L’anarchia tra i ghiacci: Le meraviglie del duemila e le amarezze dell’avvenire”, in: Lombello, Donatella (a cura di), La Tigre è arrivata. Emilio Salgari a cento anni dalla sua scomparsa, Lecce, Pensa Multimedia, 2011, p. 219-230.
- (it) « Dall’Aquila Bianca all’Aquila della Notte », Quaderni d’altri tempi, 31, 2011, lire en ligne.
- « Libye », mars 2011 », Tissages No. 4, mars 2011. p. 17-18.
- « Deux hommes », Tissages No. 2, février 2011. p. 16-18.
- « Mauvaises lectures », Tissages No. 1, janvier 2011. p. 23-27.
- (en) “Han Ryner”, in: Ness, Immanuel (éd.), The International Encyclopedia of Revolution and Protest, Blackwell Publishing, 2009.
- « Panorama de la production romanesque canadienne-française, 2009-10 », Études francophones Vol. 25, no. 2. p. 181-190
- « Rosny aîné et les flâneurs barbares », in: Clermont, Philippe, Arnaud Huftier et Jean-Michel Pottier (éds), Un seul monde. Relectures de Rosny aîné, Presses Universitaires de Valenciennes, 2010, p. 85-102.
- « Antony, l’invention du drame moderne », Le Magazine Littéraire 494, février 2010, Dossier Dumas, le génie du récit, p. 64-67.
- « Crépuscule de la paralittérature », Le Rocambole 48/49, été-automne 2009, p. 103-112.
- (it)  « La riconquista di Mompracem : malinconie di un’utopia pirata », in: Curreri, Luciano e Fabrizio Foni (éds.), Un po’ prima della fine. Ultimi romanzi di Salgari tra novità e ripetizione (1908-1915), Firenze, Luca Sossella Editore, 2009. p. 19-29.
- « Camille Flammarion e gli spiriti seleniti », Quaderni d’altri tempi 18, gennaio 2009, lire en ligne.
- « La subversion par le poncif : L’Effrayante aventure  de Jules Lermina », Le Rocambole 43-44, été-automne 2008, p. 171-183.
- « Bons, Belles et méchants (sans oublier les autres) : le roman populaire et ses héros », in: Le roman populaire en France (1836-1960). Des premiers feuilletons aux adaptations télévisuelles, sous la direction de Loïc Artiaga, Paris, Éditions Autrement, 2008. p. 97-116.
- (it) “Postfazione”, in: Atti del Convegno Celebrativo “Emilio Salgari”, Biblioteca Elsa Morante, Ostia, 2-3 aprile 2007, a cura di Paola I. Galli Mastrodonato, Imola, Bacchilega Editore, p. 152-155.
- « Le « Capitaine » sur l’océan électronique. Aventures et avatars d’Emilio Salgari à l’âge de l’Internet », Interval(l)es  II, 3 (été 2008), p. 40-51.
- « L’étrange réalisme d’Alexandre Dumas: le cas de Catherine Blum », Revue des Sciences Humaines 290, 2008, p. 31-48.
- (it) « Il fantastico italiano e i suoi lettori: « Il giudizio dei mostri », Première partie Quaderni d’altri tempi No. 11, gennaio-febbraio 2008, lire en ligne.
- (it)  « Il fantastico italiano e i suoi lettori: « Il giudizio dei mostri », Deuxième partie Quaderni d’altri tempi No. 12, marzo-aprile 2008, lire en ligne.
- « Une Ève du temps présent : Villiers de l’Isle-Adam et William Gibson entre science et rêve ». Études francophones Vol. 22, Nos. 1 & 2, Printemps et Automne 2007. p. 7-23.
- « La guerre sans la guerre : Chantecoq au service de l’Union Sacrée », Le Rocambole 39-40, été-automne 2007. p. 109-128.
- « Han Ryner et les paraboles historiques », Histoires littéraires 30, 2007. p. 25-42, texte intégral.
- « La Force mystérieuse de Rosny aîné : une fiction anarchiste ? », Histoires Littéraires 27, 2006. p. 83-97.
- « Le bandit dumasien entre mythe et réalité : El Salteador, Pascal Bruno, Fra Diavolo », in: Santa, Àngels y Francisco Lafarga (éds.), Alexandre Dumas y Victor Hugo. Viaje de los textos y textos del viaje, Lleida, Ediciones de la Universitat de Lleida / Pagès Editors, 2006, p. 555-572.
- « Rapidité et légèreté : parallèles et divergences entre Stendhal et Dumas », in: Massol, Chantal (éd.), Stendhal, Balzac, Dumas. Un récit romantique ?, Toulouse, Presses Universitaires du Mirail, 2006. p. 163-178.
- « Avatars d’un héros composé : Bruno Brazil et le Commando Caïman », Belphégor Vol VI, no. 1, November 2006, lire en ligne.
- (en) « Backwater of History. Alexandre Dumas and the Neapolitan Revolution of 1799 », ParaDoxa No. 20, 2006. « Terrains Vagues ». p. 263-286.
- « Éléments pour une rhétorique de la nouvelle anarchiste », in: Rhétorique des discours politiques, sous la dir. de Pierre Marillaud et Robert Gauthier, Toulouse, C.A.L.S. / C.S.T., 2005, p. 167-181.
- « Felice Varini entre insignifiance et narration », in: L’Art Français et Francophone depuis 1980 – Contemporary French and Francophone Art, sous la dir. de Michael Bishop et Christopher Elson, Amsterdam, Rodopi, 2005. p. 103-109.
- « La Réception d’Émile Zola chez les anarchistes », in: L’Engagement littéraire, sous la dir. d’Emmanuel Bouju, Rennes, Presses Universitaires de Rennes, 2005. p. 337-348.
- « Romans d’aventures et idéologie. Réflexions autour du cas de Jules Lermina », in: Poétique du roman d’aventures, sous la dir. d'Alain-Michel Boyer et Daniel Couégnas, Nantes, Université de Nantes et Éditions Cécile Defaut, Coll. “Horizons comparatistes”, 2004. p. 121-132.
- (en) « Aesthetic Contradictions and Ideological Representations: Anarchist Avant-Garde vs Swashbuckling Melodrama. Porton’s Film and the Anarchist Imagination », in: Film-Philosophy*, Vol. 7, no. 53, December 2003.
- « Cui Prodest? Réflexions sur l’utilité et l’utilisation de la théorie des genres dans la culture de masse », Belphégor, Vol. 3, no. 1, novembre 2003, lire en ligne.
- « Les voix de Dieu : histoire individuelle et histoire collective », in: Création et rédemption d'Alexandre Dumas: une lecture de l'histoire, sous la dir. de Michel Arrous, Paris, Maisonneuve et Larose, 2003. p. 299-316.
- « Le héros pathologique chez Emilio Salgari »L’Ull crític 8. “Douleurs, souffrances et peines: figures du héros populaire et médiatique”, 2003, p. 145-162, Consulté le 3.12.2021, lire en ligne.
- « Les raisons de Belphégor », Belphégor, Vol. 1, no. 1er avril 2001, . lire en ligne.
- (en) « The Foreign Solution. An Examination of the Role and Representation of the Foreigner in the Popular Novel », ParaDoxa. Vol. 5, No. 13-14, 1999-2000, p. 303-323.
- « Comment faire du neuf avec du vieux. Barthes, Dumas et les aléas du code culturel », Fabula. Théories de la fiction littéraire (2000), lire en ligne.
- « Sous le manteau. Spécularité de l'héroïsme et de l'abjection chez Alexandre Dumas », Le Rocambole No. 5, automne 1998 p. 87-106.
- (en) « The 'Illuminatus!’ Trilogy and Bacchelli's ‘Il sommergibile’: Literary Synchronicity and the Case of the Disappearing Anarchist », ParaDoxa. Vol. 4, No. 9, 1998, p. 103-118, lire en ligne.
- « Les deux visages de Gabriel Lambert. Le blanchissage de l'infamie de la page aux planches », in: Roman-Feuilleton et théâtre, Colloque de Cerisy sous la dir. de Florent Montaclair, Besançon, Presses du Centre Unesco de Besançon, 1998, p. 79-90.
- « Temps du signe et usure du sens – Arsène Lupin et Le Signe de l'ombre », Protée Vol. 25, No. 3, Chicoutimi, hiver 1997-98, p. 95-99.
- « La paralittérature et la question des genres » in: Le Roman Populaire en Question(s). Limoges, PULIM, 1997, p. 97-114.
- « Des entrées dans l'espace populaire (et de ce qu'on trouve entre ses murs) », Protée Vol. 24, No. 3. Chicoutimi, hiver 1996-1997, p. 53-59.
- « Pistes bibliographiques – le narratif hors fiction ». Texte. No. 19-20. Toronto, 1996, p. 325-355.
- « La vérité du roman: Histoire et fiction dans Les Compagnons de Jéhu d'Alexandre Dumas père », Cahiers pour la littérature populaire. No. 16, Le Seyne-sur-Mer (France), hiver 1996, p. 113-128.
- « Le Comte de Monte-Cristo: Surhomme bourgeois ou Unique? » in: Cent cinquante ans après, Marly-le-Roi (Paris Éditions Champflour, 1995, p. 119-133.),
- « Le Rideau cramoisi de Jules Barbey d'Aurevilly:  une esthétique de l'opposition », XIXth Century French Studies 3 & 4, New York, 1995, p. 441-450, lire en ligne.
- « Nécessité romanesque et démantèlement de l'illusion dans la "Préface-Annexe" à La Religieuse de Diderot », Recherches sur Diderot et sur l'Encyclopédie, no 16, 1994, p. 45-59, Persée, texte intégral.
- « Les pièges du trop-dit: l'Amérique dans Le Mistérieux Docteur Cornélius de Gustave Le Rouge », in: La frontière du dit, Toronto, Éditions GFA, 1992, p. 57-67.

### Nouvelles
- « Trois jours en juin », Cahiers Alexandre Dumas, no. 47, 2020 « Dumas pour tous, tous pour Dumas », sous la dir. de Julie Anselmini et Claude Schopp, Paris, Classiques Garnier, 2021, p. 125-150 Compte-rendu, lire en ligne.
- « A la limite du monde », Journal des Bains, Genève, n. 18, (hiver 2017-218), p. 14 lire en ligne .
- « Le renouvellement », Virages, la nouvelle en revue, n. 72-73 (été-automne 2015), p. 47-58.
- « Une rencontre dans les bois », Brins d'Éternité, revue des littératures de l'imaginaire, n. 41 (printemps-été 2015), p. 41-56 [91]
- « La grande grève », Virages, la nouvelle en revue, n. 71 (printemps 2015), Numéro thématique sur La Révolution, sous la dir. de Vittorio Frigerio, Toronto, p. 50-54.
- « Liberté chérie », Virages, la nouvelle en revue, n. 69 (automne 2014), Toronto, p. 33-37.
- « Un remède pour la mélancolie », Virages, la nouvelle en revue, n. 64 (été 2013), Toronto, p. 19-29.
- « La relève », University Affairs/Affaires universitaires (juin 2013), p. 24-28 lire en ligne .
- « La première fois ». Tissages 3 (mars 2011), p. 32-40.
- « Le calepin bleu », Virages,la nouvelle en revue, n. 44 (été 2008), Toronto, p. 29-41.
- (it) « Cavatina », Cenobio, Ottobre-Dicembre 2005, Lugano (Suisse), p. 283-293 [92].
- « Bis », In: Les Passeurs de millénaires. La grande anthologie de la science-fiction, Le Livre de Poche. Paris, 2005, p. 62-89.
- (it) « Winnipeg », Cenobio, Luglio-Settembre 2003, Lugano (Suisse), p. 204-208.
- « Les grands cimetières sur la lune », Virages, la nouvelle en revue, Toronto, 2001, p. 52-63 [93].
- (it) « Piccola bambola di Natale », Dadamag, No. 8 (avril 2000), (originellement disponible sur: Damag Le site n’existe plus. La nouvelle a été reprise et illustrée sans autorisation sur:  Il forum delle muse ) lire en ligne.
- « Bis », Solaris, No. 118, 1996, p. 23-30
- « Une question de logique », in: Visa le blanc, tua le noir, sous la dir. de Bernard Assiniwi et Richard Poulin, Éditions Vents d'Ouest, Hull, 1996. p. 67-84.
- « Ce qu'il en restait », XYZ No. 44, Montréal, 1995, p. 25-32.
- « Les années d'oubli », Décollages (numéro spécial hors série de la revue Imagine...), Québec, 1994, p. 104-108.
- « La réponse », Supplément littéraire du quotidien L'Impartial, La Chaux-de-Fonds, Suisse, 1992, p. XVI.
- « X dans le ciel », Revue [vwa], La Chaux-de-Fonds, Suisse, 1992, p. 15-29.
- « Des brebis et des hommes », in:  Demain, l'avenir, Éditions Logiques, Montréal, 1990, p. 31-47.
- « Le trou ». Écriture 34. Lausanne, 1990. p. 116-129.
- « Douceurs d'ailleurs ». Chimère 5. Les enfants d’Énéïdes. Bruxelles, 1989. p. 207-224.
- « Le citoyen du monde ». Solaris 88. Hull, 1989. p. 5-10.
- « Droites et courbes ». Chers Pâquis. Éditions Archigraphie. Genève, 1989. p. 52-57.
- « A perte de vue ». Moebius 37. 1988. p. 13-19.(republiée dans le mensuel Drôle de vie 6, Genève, 1990).
- « Arbeit macht Frei ». Imagine…, 41. Québec, 1987. p. 41-55.
- « Fable à répétition ». Carfax 29. Montréal, 1987. p. 10-14.
- « Au bout de la rue ». Imagine..., 37. Québec, 1986. p. 17-24.

## Prix
- 2013 : prix de la revue University Affairs/Affaires universitaires pour sa nouvelle La Relève[94].
- 2010 : prix des lecteurs de Radio Canada, finaliste avec son roman La Cathédrale sur l'océan[95].
- 1998 : mention spéciale du Salon du livre de Toronto, pour La Dernière Ligne droite.
- 1992 : prix de la ville de La Chaux-de-Fonds et de la revue vwa pour X dans le ciel[96].